# Arnoglossus
Arnoglossus – rodzaj morskich ryb flądrokształtnych z rodziny skarpiowatych (Bothidae).

## Klasyfikacja
Gatunki zaliczane do tego rodzaju:
| - Arnoglossus andrewsi, - Arnoglossus arabicus, - Arnoglossus armstrongi, - Arnoglossus aspilos, - Arnoglossus bassensis, - Arnoglossus boops, - Arnoglossus brunneus, - Arnoglossus capensis, - Arnoglossus coeruleosticta, - Arnoglossus dalgleishi, - Arnoglossus debilis, - Arnoglossus elongatus, | - Arnoglossus fisoni, - Arnoglossus grohmanni, - Arnoglossus imperialis – czupurka, - Arnoglossus japonicus, - Arnoglossus kessleri, - Arnoglossus kotthausi, - Arnoglossus laterna – laterna, - Arnoglossus macrolophus, - Arnoglossus marisrubri, - Arnoglossus micrommatus, - Arnoglossus muelleri, - Arnoglossus multirastris, | - Arnoglossus nigrifrons, - Arnoglossus oxyrhynchus, - Arnoglossus polyspilus, - Arnoglossus rueppelii, - Arnoglossus sayaensis, - Arnoglossus scapha, - Arnoglossus septemventralis, - Arnoglossus tapeinosoma, - Arnoglossus tenuis, - Arnoglossus thori – trepa, - Arnoglossus waitei, - Arnoglossus yamanakai. |

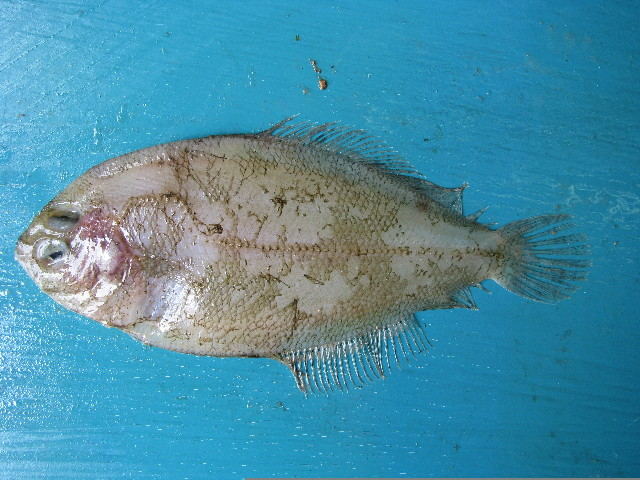
Arnoglossus capensis
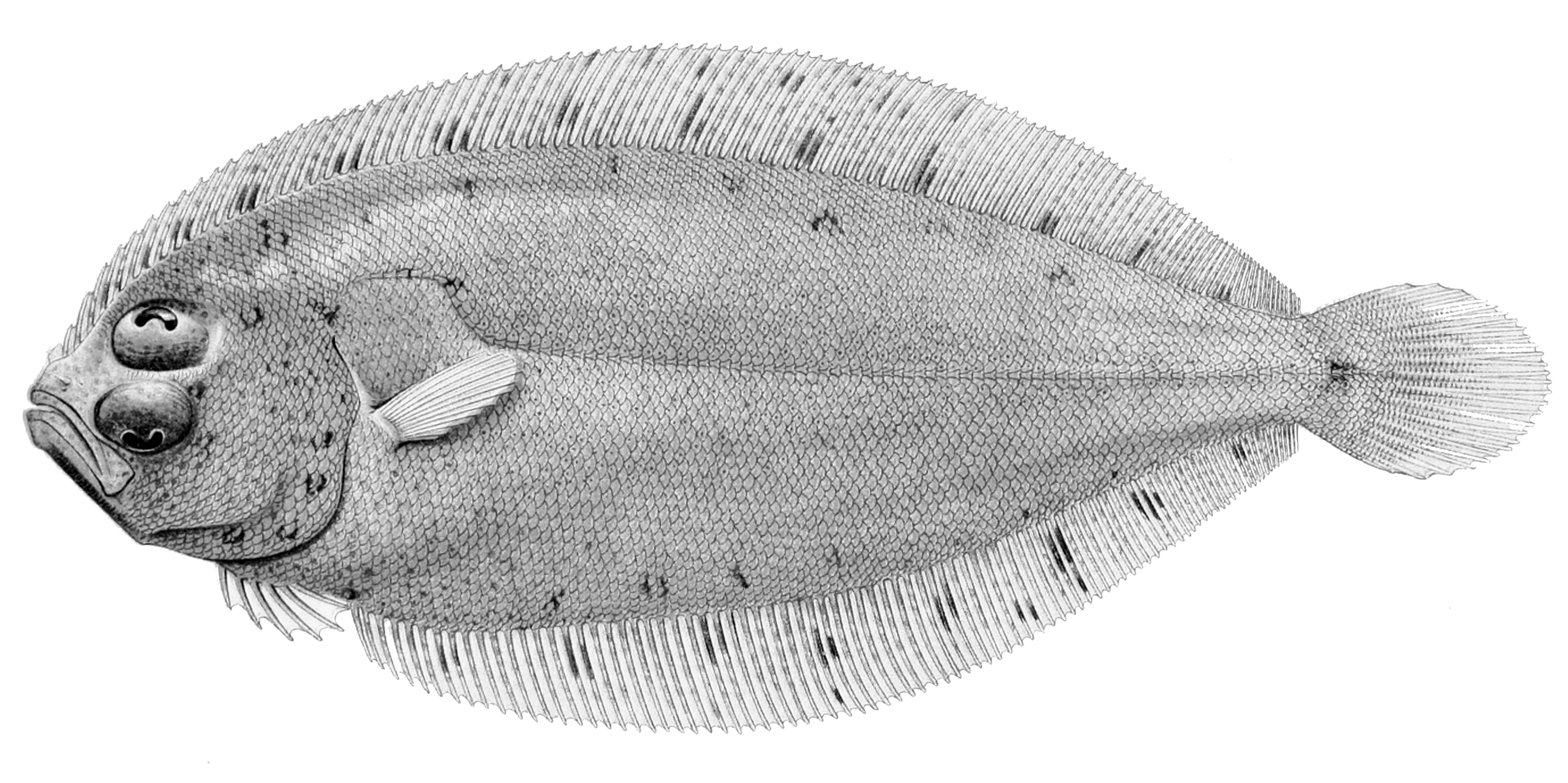
Arnoglossus debilis
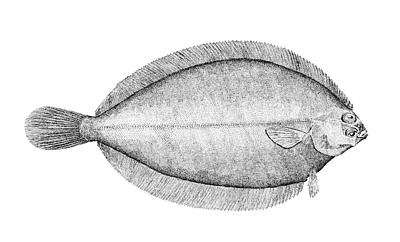
Arnoglossus scapha